# Claudia Rusca
Claudia Rusca, o Claudia Francesca Rusca, (Milà, Itàlia, 1593 - Milà, Itàlia, 6 d'octubre de 1676) fou una compositora, cantant, i organista italiana.
Era una monja al monestir Umiliate de Santa Caterina a Brera, Milà. Aprengué música a casa, abans d'entrar al convent. Rusca va compondre concerts sagrats, vespres i motets, per a l'ús en el monestir i institucions femenines similars. Va escriure els Sacri concerti à 1–5 con salmi e canzoni francesi (Milà, 1630), dedicats a l’arquebisbe Federico Borromeo, i són les primeres obres instrumentals conservades d'una dona. Aquesta música ha sobreviscut durant segles a diverses tragèdies i encara està disponible actualment.

## Obra
- Sacri concerti a 1, 2, 3, 4, 5, i 8 veus (1630)